# 12 Play (álbum)
12 Play es el primer álbum de estudio de R. Kelly. Salió a la venta el 9 de noviembre de 1993, por Jive Records. El álbum alcanzó al número 2 en Billboard 200.
El álbum presenta temas sexuales y explícitos como "Summer Bunnies", "Bump N' Grind" (número 1, USA), "Your Body's Callin'" (número 12, USA) y la más directa "Sex Me" (número 20, USA). El álbum sirve como el primero de una trilogía de álbumes que tendrán en constante referencia el título de 12 Play, incluyéndose TP-2.com (2000) y TP-3: Reloaded (2005). 

## Recepción
El álbum debutó número 2 en Billboard 200. Inicialmente el álbum recibió críticas mixtas, pero con el paso del tiempo ha ido obteniendo críticas más favorables hasta conseguir un seguimiento de culto. 12 Play le consagró a Kelly como el Rey del R&B.
"No sabía si el álbum sería tan exitoso como lo ha sido, pero quería que lo fuese. Estaba corriendo un riesgo con el concepto de este álbum." - Kelly sobre el concepto de 12 Play, 1994.

## Lista de canciones
| N.º | Título                       | Escritor(es)                                      | Duración |  |
| 1.  | «Your Body's Callin'»        | R. Kelly                                          | 4:38     |  |
| 2.  | «Bump n' Grind»              | Kelly                                             | 4:16     |  |
| 3.  | «Homie Lover Friend»         | kelly                                             | 4:22     |  |
| 4.  | «It Seems Like You're Ready» | Kelly                                             | 5:39     |  |
| 5.  | «Freak Dat Body»             | Kelly                                             | 3:44     |  |
| 6.  | «I Like the Crotch On You»   | kelly                                             | 6:37     |  |
| 7.  | «Summer Bunnies»             | Kelly                                             | 4:14     |  |
| 8.  | «For You»                    | kelly                                             | 5:01     |  |
| 9.  | «Back to the Hood of Things» | Kelly                                             | 3:52     |  |
| 10. | «Sadie»                      | Joseph B. Jefferson, Bruce Hawes, Charles Simmons | 4:30     |  |
| 11. | «Sex Me Pt 1 & 2»            | kelly                                             | 11:27    |  |
| 12. | «12 Play»                    | Kelly                                             | 5:55     |  |

## Certificaciones
| Territorio     | Certificador | Certificación | Ventas    |
| -------------- | ------------ | ------------- | --------- |
| Canadá         | CRIA         | Oro           | 50 000    |
| Inglaterra     | BPI          | Plata         | 60 000    |
| Estados Unidos | RIAA         | 6× Platino    | 6 000 000 |